# Hit Mania Champions 2012
Hit Mania Champions 2012 è una compilation di artisti vari facente parte della serie Hit Mania, pubblicata il 3 aprile 2012.
La compilation è mixata dal dj Mauro Miclini.

## Tracce
1. Planet Funk – These Boots Are Made for Walkin’ (Radio Edit)
2. Michel Teló – Ai Se Eu Te Pego
3. Tacabro – Tacatà (Radio Edit)
4. Bob Sinclar – Rock the Boat (feat. Pitbull, Dragonfly & Fatman Scoop) (Original Radio Edit)
5. Pnau – The Truth
6. Erick Morillo & Eddie Thoneick – If This Ain’t Love (feat. Skin)
7. Afrojack & Shermanology – Can’t Stop Me (Club Mix)
8. LMFAO – Sexy and I Know It
9. Deborah Cox – If It Wasn’t for Love (Mixin Marc & Tony Svejda Original Mix)
10. Natalia Barbu – Let’s Jazz
11. Paolo Noise – Feel It (feat. Yves) (Drake Official Radio)
12. D.T. & Mic-line – Electronic Love (feat. Toby Orme)
13. Liviu Hodor – Sweet Love (feat. Mona)
14. Kourosh Tazmini & Anda Adam – Can U Feel Love
15. Dimaro & Rosette – Ready for Tonight (feat. Carlprit)
16. Dirty South & Those Usual Suspects – Walking Alone (feat. Erik Hecht)
17. Benny Benassi & Marshall Jefferson – Move Your Body (2012 Version Extended Mix)
18. Alexandra Stan – 1 Million (feat. Carlprit)
19. The Kooks – How’d You Like That
20. The Cranberries – Tomorrow
21. Jessie J – Domino
22. Negrita – Il giorno delle verità
23. Francesca Michielin – Distratto
24. Celeste Gaia – Carlo